# Retrato de Giovanna Tornabuoni
El Retrato de Giovanna Tornabuoni es una pintura del pintor italiano renacentista Domenico Ghirlandaio realizada hacia 1489-1490 pero que muestra una inscripción fechada en 1488, año del fallecimiento de la dama. En la actualidad, permanece expuesta en el Museo Thyssen-Bornemisza de Madrid (España).

## Procedencia
La obra estuvo entre los bienes de la familia Tornabuoni en su palacio de Florencia. Durante el siglo XVII pasó a ser propiedad de la familia Pandolfini. Más tarde formó parte de la colección del barón Achille Seillière y de la princesa Sagan. En 1878 se registró en Brighton, en la colección de Henry Willet, de donde pasó a la de Rodolphe Kann. En 1897 fue reproducida en un grabado realizado al aguafuerte y buril por el artista francés Armand Mathey y publicado por Charles Sedelmeyer.
Adquirida por el banquero J. P. Morgan Jr. en 1907, se integró en The Morgan Library & Museum de Nueva York, pero fue vendida con destino a la colección Thyssen-Bornemisza en 1935. Permaneció en la mansión familiar de Lugano (Suiza) hasta la inauguración del Museo Thyssen-Bornemisza en 1992, y al año siguiente fue adquirida por el Estado español junto con el núcleo de la colección, lo que aseguró su permanencia en el museo madrileño.

## Descripción
La pintura retrata a Giovanna degli Albizzi, una mujer de la nobleza florentina que se casó con Lorenzo Tornabuoni. Murió dando a luz en 1488, año que consta en la pintura; que se supone realizada póstumamente uno o dos años después. Si bien no consta en la obra la identidad de la dama, no se duda de quién es pues en un mural del mismo Ghirlandaio en la Capilla Tornabuoni de la Basílica de Santa María Novella de Florencia ella aparece representada con el mismo peinado y atuendo, y existen medallas de la época (una de ellas, atribuida a Niccolò Fiorentino) que muestran a la misma mujer.
Representa a una mujer joven de lado, llevando preciosas ropas, incluyendo una gamurra. A la derecha, detrás de ella, está colgado un collar de coral (quizás un rosario), un libro parcialmente cerrado y una inscripción latina, tomada de un epigrama del poeta del siglo I d. C. Marco Valerio Marcial. El texto dice: « ARS VTINAM MORES/ANIMVMQVE EFFINGERE/POSSES PVLCHRIOR IN TER/RIS NVLLA TABELLA FORET/MCCCCLXXXVIII ». (Oh arte, si tan solo pudieras representar el alma y el carácter, no habría una imagen más hermosa en la tierra).